# Bourse du travail de Perpignan
La Bourse du travail est un bâtiment situé à Perpignan, place Rigaud, dans le quartier Saint-Jean.

## Présentation
Construite entre 1899 et 1902 suivant le projet de l'architecte Léon Baille, la Bourse du travail intègre la Bourse et le temple protestant de Perpignan, construit en 1876. Il s'agissait de revoir un édifice accolé au temple et de proposer un ensemble cohérent et institutionnel. L'édifice, d'inspiration classique, a une allure monumentale tout en étant bâti sur un lieu exigu. La Bourse est inaugurée le 31 mai 1903. Le bâtiment porte comme inscriptions les dates 1894 et 1903 sur sa façade Ouest. 
Elle a abrité le syndicat CGT66 jusqu'en 2020. Le bâtiment a ensuite été cédé à la ville de Perpignan qui l'a mis à disposition de l'Université de Perpignan Via Domitia pour y installer la bibliothèque universitaire de droit, après une rénovation complète par l'architecte Gilles Dadi. 

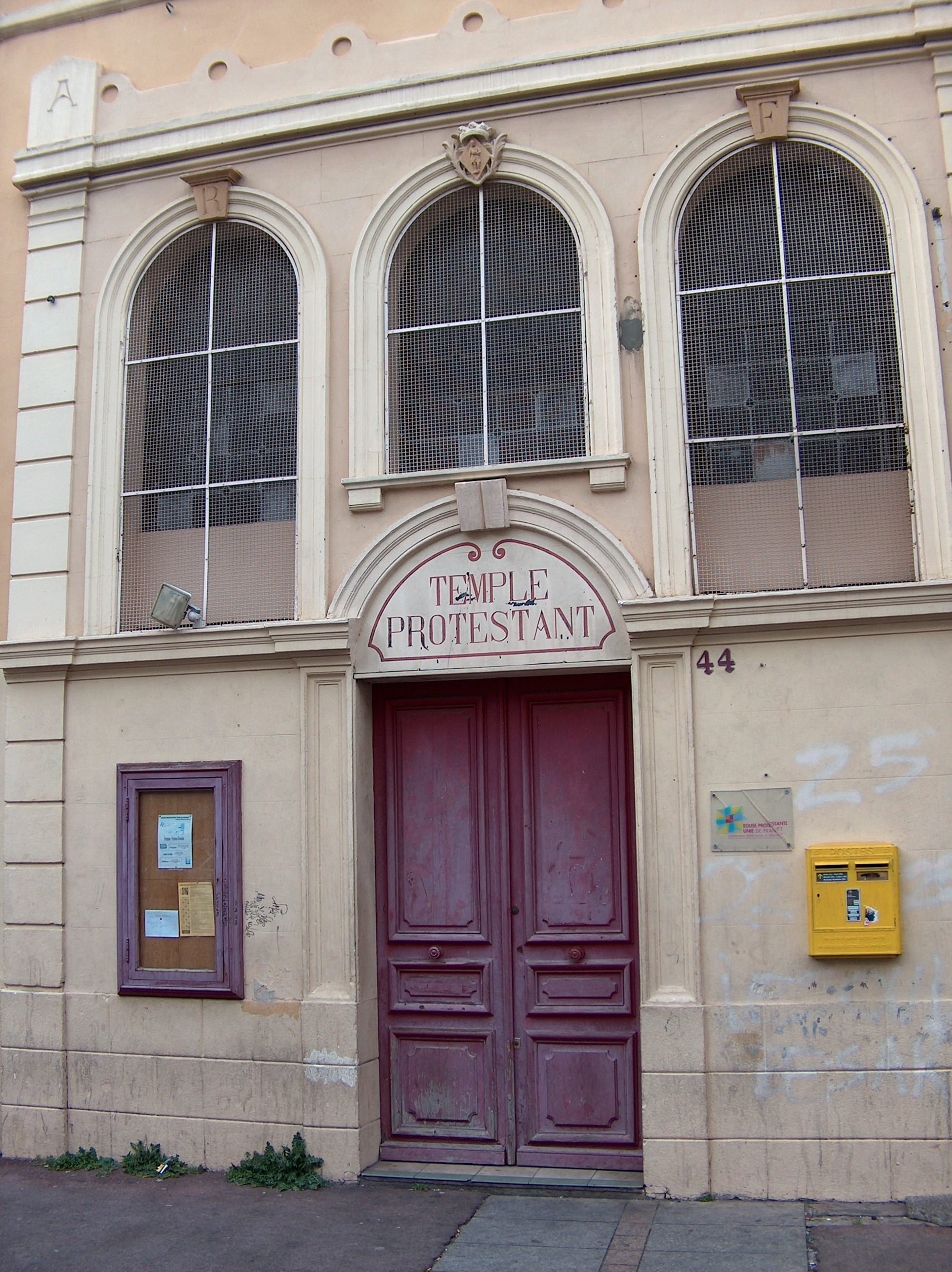
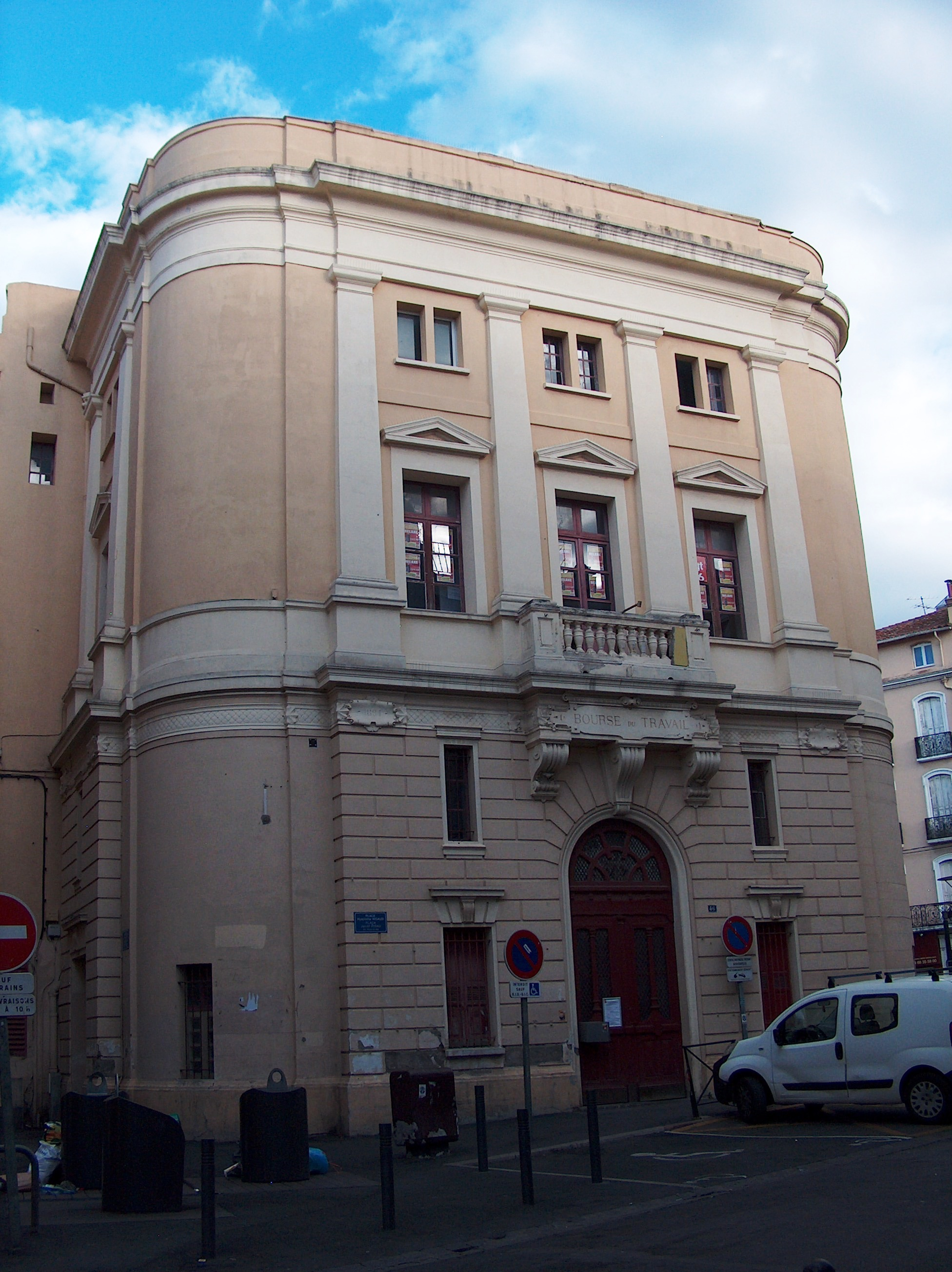

## Protection
L'édifice est classé en 5 (immeuble à conserver dont la démolition, l'enlèvement, la modification ou l'altération sont interdits) selon le plan du secteur sauvegardé de la ville de Perpignan.